# Кульгинов, Алтай Сейдирович
Алтай Сейдирович Кульгинов (каз. Алтай Сейдірұлы Көлгінов; род. 15 января 1978, село Абай, Келесский район, Чимкентская область, Казахская ССР) — государственный деятель Республики Казахстан. Чрезвычайный и Полномочный Посол Республики Казахстан в Эстонской Республике с 27 марта 2024 года. 9 декабря 2022 года назначен заместителем премьер-министра Республики Казахстан.
Занимал должности акима города Астаны (2019—2022) и акима Западно-Казахстанской области (2016—2019).

## Образование
Международный казахско-турецкий университет имени Ходжи Ахмеда Ясави — специальность правоведение;
Академия государственной службы при Президенте Республики Казахстан — специальность государственное и местное управление;
Абердинский университет, Великобритания, магистр по президентской программе «Болашак» — специальность международное коммерческое право.

## Биография
Происходит из рода батыр-жайдак племени сиргели. Алтай Кульгинов родился 15 января 1978 года в Келесском районе Чимкентской области Казахской ССР (сейчас — Туркестанская область Казахстана), в многодетной семье. В 2000 году прошёл срочную службу в армии.
В 2001 году — главный специалист, исполняющий обязанности в отделе кадровой работы Ц(Д)ПСиИ при Генеральной прокуратуре РК (2001).
В 2002—2003 годах — прокурор управления формирования правовой статистики Комитета по правовой статистике и специальным учётам Генеральной прокуратуры Республики Казахстан.
В 2003—2007 годах — заместитель начальника Управления Агентства по делам государственной службы по Астане.
В 2007—2008 годах — начальник управления анализа и разработки подзаконных актов Министерстве юстиции Республики Казахстан.
В 2008—2010 годах — заместитель генерального директора ТОО «Алаш Медиа Групп».
В 2010—2012 годах — государственный инспектор отдела государственного контроля и организационно-территориальной работы Администрации президента Республики Казахстан.
С 8 февраля 2012 по 4 апреля 2013 года — заместитель акима Западно-Казахстанской области.
С 4 апреля 2013 по 26 марта 2016 года — аким города Уральска.
С 26 марта 2016 по 13 июня 2019 года — аким Западно-Казахстанской области. В августе 2016 года всем акиматам были разосланы запросы с просьбой обнародовать оклады первых руководителей. Заработная плата акима Западно-Казахстанской области Алтая Кульгинова составила 742 527 тенге в месяц (или $2 152 по курсу 345 тг).
С 27 марта 2024 года — Чрезвычайный и Полномочный Посол Республики Казахстан в Эстонской Республике.

### Аким Астаны
С 13 июня 2019 по 8 декабря 2022 года — аким города Нур-Султана (с 17 сентября 2022 года — Астаны). Член Всемирного Совета от Евразийского отделения ОГМВ.
Летом 2022 года Алтай Кульгинов сообщил, что принято решение завершить проект LRT.

### Заместитель премьер-министра
9 декабря 2022 года назначен заместителем премьер-министра Республики Казахстан. На данной должности отвечает за вопросы развития образования и науки, здравоохранения, социальной модернизации, занятости, развития культуры и спорта, туризма, государственной молодёжной и семейной политики, модернизации общественного сознания, обеспечения межконфессионального и межэтнического согласия, государственного языка, демографической и миграционной политики. 8 июня 2023 года президент Казахстана принял решение о его отставке.

### Зарплата
В августе 2016 года всем акиматам были разосланы запросы с просьбой обнародовать оклады первых руководителей. Заработная плата акима Западно-Казахстанской области Алтая Кульгинова составила 742 527 тенге в месяц (или $2 152 по курсу 345 тг).

## Критика
В 2020 году подвергся критике за то что собирался потратить 125 миллионов тенге на комментарии в соцсетях, позитивно оценивающих его работу.
Кульгинова обвиняют в точечной застройке Астаны. Также при его власти было уничтожено засыпкой Талдыкольское озеро.

## Награды
- Медаль «25 лет независимости Республики Казахстан» (2016);
- Медаль «20 лет Астане» (2018);
- Медаль «30 лет независимости Республики Казахстан» (2021);
- Орден «Алгыс» (2018, Казахстанский митрополичий округ)[23];
- Орден «За заслуги перед Православной Церковью Казахстана» (2021, Казахстанский митрополичий округ)[24];
- Орден «Парасат» (2021).